# Kristi Funk
Kristi Funk, de naixement Kristi Pado, (Santa Monica, 22 de setembre de 1969) és una metgessa estatunidenca, especialitzada en cirurgia de càncer de mama, coneguda pel tractament quirúrgic de les celebritats Angelina Jolie i Sheryl Crow, així com la seva defensa de la nutrició basada en plantes d'aliments integrals.

## Biografia
El 1991 es va graduar amb distinció en psicologia a la Universitat Stanford. El 1996 va obtenir el seu títol de medicina a la Facultat de Medicina de la Universitat de Califòrnia a Davis. Va ser directora i cirurgiana del centre de mama al Centre Mèdic Cedars-Sinai durant 7 anys. El 2009 va obrir el Pink Lotus Breast Center a Beverly Hills. L'agost de 2010, Sheryl Crow es va associar amb ella per obrir el Sheryl Crow Imaging Center al Pink Lotus Breast Center de Funk.
El 14 de maig de 2013, el mateix dia que Jolie va revelar públicament en un article del The New York Times el seu estat de mutació BRCA i la mastectomia profilàctica a la qual es va sotmetre a principis d'aquell any, Funk va escriure una publicació al blog sobre el procediment de Jolie en què descrivia les etapes de la vigilància i el tractament que es va seguir en el seu cas.

## Declaracions sobre el càncer de mama
Funk promou una dieta vegana basada en plantes i ha afirmat que els productes lactis augmenten el risc de càncer de mama. Ha argumentat que comprar aliments orgànics, menjar baies i verdures crucíferes i canviar a sabó de pastilla podria reduir el risc de desenvolupar càncer de mama.
Sanchia Aranda, directora general del Cancer Council Australia, ha qualificat de «perilloses» les afirmacions de Funk sobre el càncer de mama. Va afirmar que hi ha un vincle entre el sobrepès i el desenvolupament de càncer de mama, però l'afirmació de Funk que menjar fruits del bosc redueix substancialment el risc de càncer de mama no està sostinguda per proves sòlides. Aranda també va criticar el consell de Funk d'utilitzar sabó de pastilla com a «molt estrany».
David Gorski de Science-Based Medicine ha criticat Funk per difondre informació errònia sobre el càncer de mama i tergiversar els resultats dels articles científics. Per exemple, ha afirmat que fer exercici físic, evitar l'alcohol i el tabac i adoptar una dieta integral basada en plantes pot fer reduir el risc de càncer de mama en un 80%. Segons Gorski, aquesta xifra ha estat exagerada per Funk. Gorski també va assenyalar que Funk ha exagerat els efectes dels lactis i la carn com a factors de risc de càncer de mama, que segons Gorski es basen en estudis que són negatius o només suggerents. Funk també ha promogut opinions pseudocientífiques sobre la desintoxicació.

## Publicacions seleccionades
- Breasts: The Owner's Manual: Every Woman’s Guide to Reducing Cancer Risk, Making Treatment Choices, and Optimizing Outcomes (2019, amb un pròleg de Sheryl Crow)